# Essie Davis
Pour les articles homonymes, voir Davis.
Essie Davis, née le 19 janvier 1970 à Hobart (Tasmanie), est une actrice australienne.

## Biographie
Essie Davis est sortie de l'université de Tasmanie à la fin des années 1980. Elle est également diplômée de l'Institut national d'art dramatique australien.
Elle épouse en 2002 le cinéaste Justin Kurzel. Ils ont des jumelles, Stella et Ruby, nées en 2006.

## Carrière
Sa carrière d'actrice débute avec la compagnie australienne de théâtre Bell Shakespeare où elle interprète le rôle de Juliette dans Roméo et Juliette en 1993. Sa carrière cinématographique commence avec son rôle dans le film australien Dad and Dave: On Our Selection (en) en 1995, mettant également en vedette d'autres acteurs prestigieux tels que Geoffrey Rush, Leo McKern et Joan Sutherland. Ses rôles au cinéma les plus célèbres sont dans Matrix Reloaded et Matrix Revolutions, The Sound of One Hand Clapping drame australien de Richard Flanagan et La Jeune Fille à la perle de Peter Webber.
En 2003, elle a remporté le Laurence Olivier Awards du meilleur second rôle au Royaume-Uni pour la pièce de Tennessee Williams Un tramway nommé Désir. En 2004, elle joue dans une production de Broadway Jumpers de Tom Stoppard, pour lequel elle obtient une nomination au Tony Award. En 2008, elle apparaît dans le film Australia réalisé par Baz Luhrmann avec Nicole Kidman et Hugh Jackman. En 2008, Essie Davis a joué Maggie dans La Chatte sur un toit brûlant (Cat on a Hot Tin Roof) de Tennessee Williams pour la Melbourne Theatre Company.

## Filmographie

### Cinéma
- 1993 : The Custodian drame américain de John Dingwall : Jilly
- 1995 : Dad and Dave: On Our Selection (en) comédie australienne de George Whaley : Kate
- 1996 : Lilian's Story drame australien de Jerzy Domaradzki : Zara
- 1996 : River Street drame australien de Tony Mahood : Wendy
- 1997 : Blackrock drame policier australien de Steven Vidler : Det.Gilhooley
- 1998 : The Sound of One Hand Clapping drame australien de Richard Flanagan : Jean
- 2003 : The Pact policier de Strathford Hamilton : Helene Davis
- 2003 : Matrix Reloaded des Wachowski : Maggie
- 2003 : La Jeune Fille à la perle de Peter Webber : Catharina Vermeer
- 2003 : Code 46 de Michael Winterbottom : le Docteur
- 2003 : Matrix Revolutions des Wachowski : Maggie
- 2005 : Isolation de Billy O'Brien : Orla
- 2006 : Le Petit Monde de Charlotte de Gary Winick : Mrs. Arable
- 2008 : Hey, Hey, It's Esther Blueburger (en) de Cathy Randall : Grace Blueburger
- 2008 : Australia de Baz Luhrmann : Cath Carney, la fille unique de "King" Carney
- 2010 : Le Royaume de Ga'hoole de Zack Snyder : Marella (voix)
- 2010 : South Solitary de Shirley Barrett : Alma Stanley
- 2011 : Burning Man de Jonathan Teplitzky : Karen
- 2014 : The Babadook de Jennifer Kent : Amelia
- 2016 : Assassin's Creed de Justin Kurzel : Mary Lynch
- 2019 : Milla de Shannon Murphy : Anna Finlay
- 2019 : Le Gang Kelly (True History of the Kelly Gang) de Justin Kurzel : Ellen Kelly
- 2020 : Miss Fisher et le Tombeau des larmes de Tony Tilse (en) : Phryne Fisher
- 2021 : Nitram de Justin Kurzel : Helen

### Télévision

#### Séries télévisées
- 1997 : Brigade des mers (Water Rats) : Detective Nicola Bourke (saison 2, épisodes 19 et 20)
- 1998 : Fréquence Crime (Murder Call) : Judy St. John (saison 2, épisode 9)
- 2000 : Halifax : Alison Blount (saison 5, épisode 2)
- 2001 : Corridors of Power : Sophie (saison 1, épisode 4)
- 2002 : Young Lions (en) : Julie Morgan (épisodes 2 et 3)
- 2005 : The Silence de Cate Shortland : Juliet Moore
- 2006 : Sweeney Todd de David Moore : Nellie Lovett
- 2010 : Cloudstreet (en) de Tim Winton : Dolly Pickles
- 2011 : La Gifle (The Slap) écrit par Christos Tsiolkas : Anouk
- 2012 - 2015 : Miss Fisher enquête (Miss Fisher's Murder Mysteries) : Phryne Fisher
- 2016 : Game of Thrones : Lady Cigogne (3 épisodes)
- 2017 : The White Princess : la Reine Elisabeth
- 2022 : Le Cabinet de curiosités de Guillermo del Toro (Guillermo del Toro's Cabinet of Curiosities) (série TV)
- 2024 : Un jour : Alison Mayhew
- 2025 : Alien: Earth : Dame Sylvia

#### Téléfilms
- 1997 : The Ripper : Evelyn Bookman

## Théâtre
- 1993 : Roméo et Juliette de William Shakespeare, rôle : Juliette au Royal National Theatre
- 2003 : Un tramway nommé Désir (A Streetcar Named Desire) de Tennessee Williams au Royal National Theatre
- 2004 : Jumpers de Tom Stoppard
- 2004 : La Chatte sur un toit brûlant (Cat on a Hot Tin Roof) de Tennessee Williams au Melbourne Theatre Company

## Distinctions
- En 2003, elle reçoit le Laurence Olivier Awards catégorie « Meilleure performance dans un second rôle » (Best Performance in a Supporting Role) pour Un tramway nommé Désir (A Streetcar Named Desire) de Tennessee Williams au Royal National Theatre[3].
- Festival international du film de Catalogne 2014 : Meilleure actrice pour Mister Babadook.